# Rosa longicuspis
Rosa longicuspis là loài thực vật có hoa trong họ Hoa hồng. Loài này được Bertol. miêu tả khoa học đầu tiên năm 1861.